# Freddie Frinton
Freddie Frinton; eigentlich Frederic Bittener Coo (* 17. Januar 1909 in Grimsby, Lincolnshire; † 16. Oktober 1968 in London) war ein englischer Komiker. Bekannt wurde er durch den vom NDR produzierten Sketch Dinner for One.

## Leben
Frinton wurde als nichtehelicher Sohn der Näherin Florence Elisabeth Coo geboren und wuchs bei Pflegeeltern auf. Mit 14 Jahren begann er in einer Fischfabrik als Packer; dort wurde ihm als 16-Jährigem gekündigt, weil er seine Kollegen durch Witze und Parodien von der Arbeit abhielt.
Er trat fortan unter dem Namen Freddie Frinton (den Künstlernamen hat er angeblich der Ortschaft Frinton-on-Sea entliehen) in kleinen Varietés auf. Er heiratete und hatte zwei Kinder. Zu Beginn des Zweiten Weltkrieges wurde er eingezogen, während des Kriegs war er in der Truppenbetreuung als Unterhalter tätig.
Im Sommer 1945 heiratete er zum zweiten Mal und bekam zwischen 1946 und 1954 vier weitere Kinder, zwei Söhne und zwei Töchter. Frinton trat 1945 zum ersten Mal mit Dinner for One im Winter Gardens in Blackpool auf; er hatte aber nicht die Rechte an dem Stück und musste jedes Mal Tantiemen zahlen, wenn er das Stück mit seiner Partnerin May Warden aufführte. Ende der 1940er-Jahre hatte er kleine Rollen beim Film; er spielte in den Komödien Trouble in the Air (1948), Penny Points to Paradise (1951) und im Musical Stars in Your Eyes (1956). In den 1950er-Jahren kaufte er schließlich die Rechte an Dinner for One.
Ende der 1950er-Jahre wurde er von der BBC entdeckt, für die er als Freddie Blacklock in deren erster Comedy-Serie spielte. Mit dieser vierzigteiligen Serie mit dem Namen Meet the Wife, in der er einen trotteligen Klempner spielte, wurde er zum Serienstar. John Lennon verewigte diese Serie im Beatles-Lied Good Morning Good Morning mit der Zeile It’s time for tea and Meet the Wife …
Peter Frankenfeld und Regisseur Heinz Dunkhase entdeckten ihn schließlich 1962 in Blackpool, sodass er 1963 mit dem Sketch Dinner for One in Frankenfelds Sendung auftrat. 1964 zog Frinton mit seiner Frau und seinen Kindern nach London. Er spielte Theater und lehnte keine Rolle ab. Am 16. Oktober 1968 brach er nach einer Vorstellung im Alter von 59 Jahren infolge eines Herzinfarktes zu Hause tot zusammen. Er wurde auf dem Hanwell Cemetery in Ealing, Greater London, beigesetzt.
Seit 1972 wird Dinner for One alljährlich zu Silvester in den dritten Programmen der ARD und vom ORF ausgestrahlt, die sich davon unterscheidende Schweizer Version seit 1989 regelmäßig im Schweizer Fernsehen.

## Medien
- Helmut Rompa: Freddie Frinton und sein „Dinner for One“. Vom Vorstadtkomiker zur Kultfigur. Filmdokumentation (SDR), 45 Minuten. Deutschland 1988.[7][8]